# Miconia capixaba
Miconia capixaba é uma espécie endêmica de arbusto da flora de Brasil pertencente à família Melastomataceae. No estado de Espírito Santo, ocorre em Mata Atlântica, em mata de encosta na beira do rio a 800 m de altitude.

## Descrição
Distingue-se de espécies relacionadas pelos tricomas densos e estrelados nos ramos jovens, inflorescências e hipanto, bem como nas superfícies abaxiais das folhas, e pelas bases das folhas cuneadas, pequenas panículas, lobos triangulares do cálice interno e um ápice do ovário papiloso (também glabro).

## Taxonomia
Miconia capixaba foi nomeada por o botânico brasileiro Renato Goldenberg, descrito em Novon 9(4): 514, F. 1A–F, e publicado em 1999.
O epíteto específico capixaba é derivado da palavra brasileira para pessoas ou coisas nativas do estado do Espírito Santo.

## Conservação
O Governo do Estado do Espírito Santo incluiu em 2005 M. capixaba em sua primeira lista de espécies ameaçadas de extinção, por intermédio do Decreto nº 1.499-R, classificando-a como uma espécie em perigo.